# Vòng loại Cúp bóng đá U-20 châu Á 2023
Vòng loại Cúp bóng đá U-20 châu Á 2023 là giải đấu vòng loại bóng đá nam quốc tế dưới 20 tuổi được tổ chức để quyết định các đội tham dự Cúp bóng đá U-20 châu Á 2023. Giải đấu trẻ lần thứ 42 được tổ chức với tên gọi trước đây là U-19 châu Á và được AFC chuyển đổi thành U-20 châu Á kể từ năm 2022.

## Thay đổi thể thức
Cũng giống như Vòng loại Cúp bóng đá U-17 châu Á 2023, Ủy ban điều hành AFC đã thông qua một số khuyến nghị chiến lược do Ủy ban thi đấu AFC đưa ra. Một trong số đó là việc loại bỏ các nguyên tắc phân vùng trong các giải đấu trẻ của AFC, theo đó vòng loại của ba giải đấu trẻ, bao gồm U-17 châu Á, U-20 châu Á và U-23 châu Á sẽ không còn chia theo khu vực Đông - Tây.

## Hạt giống
Tổng cộng 44 đội tuyển từ 44 liên đoàn thành viên của AFC tham gia tranh tài. Chủ nhà vòng chung kết Uzbekistan vẫn quyết định tham dự vòng loại mặc dù đã tự động vượt qua vòng loại cho giải đấu.
Lễ bốc thăm đã được tổ chức vào ngày 24 tháng 5 năm 2022, lúc 16:00 MYT (UTC+8) tại Tòa nhà AFC ở Kuala Lumpur, Malaysia (sau khi xếp hạt giống xong tại Vòng loại Cúp bóng đá U-17 châu Á 2023).
Vào ngày 16 tháng 8, Hội đồng FIFA đã quyết định đình chỉ Ấn Độ do ảnh hưởng quá mức từ các bên thứ ba, vi phạm nghiêm trọng Quy chế FIFA. Quyết định đã được FIFA dỡ bỏ sau đó vào cuối tháng 8, nên Ấn Độ vẫn được phép tham gia thi đấu.
Vào ngày 26 tháng 8, Úc rút lui khỏi giải đấu do lo ngại về an toàn, khiến bảng H chỉ còn ba đội. Iraq cũng đã bị tước tư cách chủ nhà của bảng đấu với lý do tương tự, và AFC quyết định chuyển các trận đấu sang một địa điểm thay thế với thời gian chi tiết được thông báo trong thời điểm thích hợp. Úc sau đó đã được AFC đưa trở lại tham dự vòng loại vào ngày 14 tháng 9 năm 2022.
Các đội được xếp hạt giống dựa trên thành tích của họ tại vòng chung kết Giải vô địch bóng đá U-19 châu Á 2020 và vòng loại (xếp hạng tổng thể được hiển thị trong ngoặc đơn; NR là viết tắt của các đội không được xếp hạng). Các hạn chế sau cũng được áp dụng:
- Mười đội đóng vai trò chủ nhà vòng loại trước khi bốc thăm sẽ được bốc thăm chia thành các nhóm riêng biệt.

|                   | Hạt giống số 1                                                                       | Hạt giống số 2 | Hạt giống số 3 | Hạt giống số 4 | Hạt giống số 5 |
| ----------------- | ------------------------------------------------------------------------------------ | --- | --- | --- | --- |
| Hạt giống chủ nhà | 1. Ả Rập Xê Út (1) (H) 2. Tajikistan (6) (H) 3. Indonesia (8) (H) 4. Jordan (10) (H) | 1. Iraq (14) (H) 2. Oman (21) (H) 3. Bahrain (22) (H)                                                                       | 1. Mông Cổ (30) (H) 2. Kyrgyzstan (31) (H)                                                                                           | 1. Lào (34) (H) | — |
| Đội còn lại       | 1. Hàn Quốc (2) 2. Qatar (3) 3. Nhật Bản (4) 4. Thái Lan (5) 5. Úc (7) 6. UAE (9)    | 1. Trung Quốc (11) 2. Malaysia (13) 3. Việt Nam (15) 4. Đài Bắc Trung Hoa (16) 5. Campuchia (17) 6. Iran (19) 7. Yemen (20) | 1. Syria (23) 2. Bangladesh (24) 3. Ấn Độ (25) 4. Myanmar (26) 5. Liban (27) 6. Hồng Kông (29) 7. Philippines (32) 8. Palestine (33) | 1. Turkmenistan (35) 2. Singapore (36) 3. Đông Timor (37) 4. Maldives (38) 5. Brunei (39) 6. Sri Lanka (40) 7. Nepal (41) | 1. Afghanistan (NR) 2. Bhutan (NR) 3. Guam (NR) 4. Kuwait (NR) (H)* 5. Quần đảo Bắc Mariana (NR) 6. Uzbekistan (18) (Q) |

Ghi chú
- Các đội in đậm vượt qua vòng loại cho vòng chung kết.
- (H) Chủ nhà cho các bảng đấu của vòng loại (*Kuwait thay Iraq làm chủ nhà sau lễ bốc thăm)
- (Q) Giành quyền tham dự giai đoạn được chỉ định và tự động vượt qua vòng loại (bất kể kết quả vòng loại)
- (W) Rút lui

Ghi chú khác
| - Ma Cao - CHDCND Triều Tiên - Pakistan (bị cấm thi đấu) |

## Danh sách cầu thủ
Các cầu thủ sinh từ sau ngày 1 tháng 1 năm 2003 đủ điều kiện tham gia giải đấu.

## Thể thức
Trong mỗi bảng, các đội sẽ thi đấu vòng tròn một lượt tại một địa điểm tập trung. 10 đội đầu bảng và 5 đội về nhì có thành tích tốt nhất sẽ lọt vào vòng chung kết.

### Các tiêu chí
Các đội được xếp hạng theo điểm (thắng 3 điểm, hòa 1 điểm, thua 0 điểm), và nếu bằng nhau về điểm, các tiêu chí sau đây sẽ được áp dụng theo thứ tự để xác định thứ hạng (theo quy định Điều 7.3):
1. Điểm trong các trận đối đầu giữa các đội bằng điểm;
2. Hiệu số bàn thắng bại trong các trận đối đầu giữa các đội bằng điểm;
3. Bàn thắng ghi được trong các trận đối đầu giữa các đội bằng điểm;
4. Nếu có nhiều hơn hai đội bằng điểm và sau khi áp dụng tất cả các tiêu chí đối đầu ở trên, một nhóm nhỏ các đội vẫn còn bằng điểm nhau, tất cả các tiêu chí đối đầu ở trên sẽ được áp dụng lại riêng cho nhóm phụ này;
5. Hiệu số bàn thắng bại trong tất cả các trận đấu bảng;
6. Bàn thắng được ghi trong tất cả các trận đấu bảng;
7. Sút luân lưu nếu chỉ có hai đội bằng điểm và gặp nhau ở lượt đấu cuối cùng của vòng bảng;
8. Điểm kỷ luật (trừ 1 điểm đối với thẻ vàng, trừ 3 điểm đối với thẻ đỏ gián tiếp [hai thẻ vàng], trừ 3 điểm đối với thẻ đỏ trực tiếp, trừ 4 điểm đối với thẻ vàng và thẻ đỏ trực tiếp sau đó);
9. Bốc thăm.

## Vòng bảng
Các trận đấu sẽ diễn ra từ ngày 10 đến ngày 18 tháng 9 năm 2022, ngoại trừ bảng H thi đấu từ ngày 14 đến ngày 18 tháng 10.

### Bảng A
- Tất cả các trận đấu được tổ chức tại Ả Rập Xê Út.
- Thời gian được liệt kê là UTC+3.
- U-20 Uzbekistan cũng được xếp vào bảng này, nhưng do họ đã giành quyền tham dự vòng chung kết với tư cách chủ nhà, các trận đấu có sự góp mặt của U-20 Uzbekistan sẽ chỉ được tính là các trận giao hữu và không được xét đến khi xếp hạng cho bảng này và cho việc xếp hạng các đội nhì bảng có thành tích tốt nhất.

| VT | Đội             | ST | T | H | B | BT | BB | HS  | Đ | Giành quyền tham dự |
| -- | --------------- | -- | - | - | - | -- | -- | --- | - | ------------------- |
| 1  | Ả Rập Xê Út (H) | 3  | 3 | 0 | 0 | 17 | 0  | +17 | 9 | Vòng chung kết      |
| 2  | Trung Quốc      | 3  | 2 | 0 | 1 | 8  | 2  | +6  | 6 | Vòng chung kết      |
| 3  | Myanmar         | 3  | 1 | 0 | 2 | 4  | 8  | −4  | 3 |                     |
| 4  | Maldives        | 3  | 0 | 0 | 3 | 0  | 19 | −19 | 0 |                     |

| Myanmar           | 1–3      | Trung Quốc                                      |
| ----------------- | -------- | ----------------------------------------------- |
| - Okkar Naing 22' | Chi tiết | - Asqer 13', 90+1' (ph.đ.) - Adil 90+5' (ph.đ.) |

| Uzbekistan                                                                     | 7–0      | Maldives |
| ------------------------------------------------------------------------------ | -------- | -------- |
| - Usmonov 10', 22', 57' - Rahmatullayev 12', 37' - Islamov 15' - Juraboyev 23' | Chi tiết |          |

| Maldives | 0–11     | Ả Rập Xê Út |
| -------- | -------- | --- |
|          | Chi tiết | - Radif 3', 23', 37' - Al-Nemer 6', 45', 87' - Al-Aliwa 22' - Al-Zubaidi 54' - Jawshan 57', 90+2' - Rahmani 90+5' |

| Uzbekistan                                               | 3–0      | Myanmar |
| -------------------------------------------------------- | -------- | ------- |
| - Fomin 9' - Rahmatullayev 25' (ph.đ.) - Juraboyev 90+2' | Chi tiết |         |

| Ả Rập Xê Út    | 1–2      | Uzbekistan                    |
| -------------- | -------- | ----------------------------- |
| - Al-Nemer 85' | Chi tiết | - Juraboyev 34' - Islamov 90' |

| Trung Quốc                                                            | 5–0      | Maldives |
| --------------------------------------------------------------------- | -------- | -------- |
| - Xuehret 23', 40' - Asqer 35' - Chen Zhexuan 61' - Mijit 87' (ph.đ.) | Chi tiết |          |

| Trung Quốc | 1–2      | Uzbekistan                    |
| ---------- | -------- | ----------------------------- |
| - Adil 17' | Chi tiết | - Oktamov 7' - Utamurodov 23' |

| Myanmar | 0–5      | Ả Rập Xê Út                                                               |
| ------- | -------- | ------------------------------------------------------------------------- |
|         | Chi tiết | - Radif 17', 45+5' (ph.đ.) - Al-Najdi 24' - Al-Oyayri 35' - Al-Juwayr 83' |

| Maldives | 0–3      | Myanmar                                                    |
| -------- | -------- | ---------------------------------------------------------- |
|          | Chi tiết | - Kaung Htet Paing 45+4' - Swan Htet 82' - La Min Htwe 86' |

| Ả Rập Xê Út   | 1–0      | Trung Quốc |
| ------------- | -------- | ---------- |
| - Bakor 45+5' | Chi tiết |            |

### Bảng B
- Tất cả các trận đấu được tổ chức tại Bahrain.
- Thời gian được liệt kê là UTC+3.

| VT | Đội         | ST | T | H | B | BT | BB | HS  | Đ  | Giành quyền tham dự |
| -- | ----------- | -- | - | - | - | -- | -- | --- | -- | ------------------- |
| 1  | Qatar       | 4  | 4 | 0 | 0 | 14 | 1  | +13 | 12 | Vòng chung kết      |
| 2  | Bahrain (H) | 4  | 2 | 1 | 1 | 8  | 3  | +5  | 7  |                     |
| 3  | Bangladesh  | 4  | 2 | 1 | 1 | 5  | 4  | +1  | 7  |                     |
| 4  | Bhutan      | 4  | 1 | 0 | 3 | 4  | 10 | −6  | 3  |                     |
| 5  | Nepal       | 4  | 0 | 0 | 4 | 1  | 14 | −13 | 0  |                     |

| Bangladesh | 0–0      | Bahrain |
| ---------- | -------- | ------- |
|            | Chi tiết |         |

| Bhutan                      | 2–0      | Nepal |
| --------------------------- | -------- | ----- |
| - Chozang 33' - Jamtsho 47' | Chi tiết |       |

| Nepal                     | 1–3      | Qatar                                        |
| ------------------------- | -------- | -------------------------------------------- |
| - Al-Sharshani 76' (l.n.) | Chi tiết | - Mansour 30' - Surag 45+2' - Al-Abdulla 60' |

| Bhutan      | 1–2      | Bangladesh            |
| ----------- | -------- | --------------------- |
| - Limbu 59' | Chi tiết | - Nova 33' - Asif 88' |

| Qatar                                                                                  | 6–0      | Bhutan |
| -------------------------------------------------------------------------------------- | -------- | ------ |
| - Al-Abdulla 26' - Al-Hussein 34' - Al-Sharshani 39' - Shanan 45+4' - Al-Rawi 61', 78' | Chi tiết |        |

| Bahrain                                                                                       | 6–0      | Nepal |
| --------------------------------------------------------------------------------------------- | -------- | ----- |
| - Al-Khalasi 19' (ph.đ.) - Abdulla 42' - Gadban 67' - Al-Subaiei 83', 87' - Mu. Mohamed 90+1' | Chi tiết |       |

| Bahrain                             | 2–1      | Bhutan      |
| ----------------------------------- | -------- | ----------- |
| - Mu. Mohamed 20' (ph.đ.) - Isa 60' | Chi tiết | - Limbu 76' |

| Bangladesh | 0–3      | Qatar                             |
| ---------- | -------- | --------------------------------- |
|            | Chi tiết | - Al-Rawi 22', 60', 90+5' (ph.đ.) |

| Nepal | 0–3      | Bangladesh                       |
| ----- | -------- | -------------------------------- |
|       | Chi tiết | - Jony 6' - Nova 11' - Nijum 52' |

| Qatar                            | 2–0      | Bahrain |
| -------------------------------- | -------- | ------- |
| - Al-Sharshani 47' - Al-Rawi 52' | Chi tiết |         |

### Bảng C
- Tất cả các trận đấu được tổ chức tại Lào.
- Thời gian được liệt kê là UTC+7.

| VT | Đội       | ST | T | H | B | BT | BB | HS  | Đ  | Giành quyền tham dự |
| -- | --------- | -- | - | - | - | -- | -- | --- | -- | ------------------- |
| 1  | Nhật Bản  | 4  | 4 | 0 | 0 | 22 | 0  | +22 | 12 | Vòng chung kết      |
| 2  | Yemen     | 4  | 2 | 1 | 1 | 14 | 5  | +9  | 7  |                     |
| 3  | Palestine | 4  | 2 | 1 | 1 | 8  | 10 | −2  | 7  |                     |
| 4  | Lào (H)   | 4  | 1 | 0 | 3 | 4  | 7  | −3  | 3  |                     |
| 5  | Guam      | 4  | 0 | 0 | 4 | 1  | 27 | −26 | 0  |                     |

| Palestine                 | 2–2      | Yemen                     |
| ------------------------- | -------- | ------------------------- |
| - Rezeq 4' - Abdallah 47' | Chi tiết | - Mahross 56' - Mahdi 62' |

| Guam | 0–3      | Lào                                                      |
| ---- | -------- | -------------------------------------------------------- |
|      | Chi tiết | - Siphongphan 31' - Khounthoumphone 39' - Louanglath 88' |

| Lào | 0–4      | Nhật Bản                                                  |
| --- | -------- | --------------------------------------------------------- |
|     | Chi tiết | - Sakamoto 21' - Yamane 44' - Kitano 63' - Kumatoriya 69' |

| Guam | 0–5      | Palestine                                                                 |
| ---- | -------- | ------------------------------------------------------------------------- |
|      | Chi tiết | - Buckwalter 11' (l.n.) - El Haija 14' - Al Badarin 28', 63' - Derbas 40' |

| Nhật Bản                                                                                | 9–0      | Guam |
| --------------------------------------------------------------------------------------- | -------- | ---- |
| - Nakamura 13', 35' (ph.đ.) - Narahara 15' - Chiba 30', 45', 56' (ph.đ.), 86', 88', 90' | Chi tiết |      |

| Yemen                    | 2–1      | Lào            |
| ------------------------ | -------- | -------------- |
| - Mahdi 12' - Nu'man 82' | Chi tiết | - Somsanid 85' |

| Yemen | 10–1     | Guam           |
| --- | -------- | -------------- |
| - Noman 18' - Al-Sharafi 23', 45+1', 53' - Hasan 43', 61' - Ebrahim 50' - Al-Taftoof 56', 86' - Al-Qashmi 90+1' | Chi tiết | - Kukahiko 28' |

| Palestine | 0–8      | Nhật Bản                                                                                    |
| --------- | -------- | ------------------------------------------------------------------------------------------- |
|           | Chi tiết | - Kitano 26' - Fukui 28' - Sakamoto 45', 49' (ph.đ.) - Chiba 64', 75', 79' - Kumatoriya 69' |

| Nhật Bản              | 1–0      | Yemen |
| --------------------- | -------- | ----- |
| - Al-Dubai 85' (l.n.) | Chi tiết |       |

| Lào | 0–1      | Palestine        |
| --- | -------- | ---------------- |
|     | Chi tiết | - Sandouqa 90+1' |

### Bảng D
- Tất cả các trận đấu được tổ chức tại Jordan.
- Thời gian được liệt kê là UTC+3.

| VT | Đội                  | ST | T | H | B | BT | BB | HS  | Đ  | Giành quyền tham dự |
| -- | -------------------- | -- | - | - | - | -- | -- | --- | -- | ------------------- |
| 1  | Jordan (H)           | 4  | 3 | 1 | 0 | 21 | 2  | +19 | 10 | Vòng chung kết      |
| 2  | Syria                | 4  | 3 | 0 | 1 | 16 | 3  | +13 | 9  | Vòng chung kết      |
| 3  | Đài Bắc Trung Hoa    | 4  | 2 | 1 | 1 | 10 | 1  | +9  | 7  |                     |
| 4  | Turkmenistan         | 4  | 1 | 0 | 3 | 9  | 8  | +1  | 3  |                     |
| 5  | Quần đảo Bắc Mariana | 4  | 0 | 0 | 4 | 0  | 42 | −42 | 0  |                     |

| Syria          | 1–0      | Đài Bắc Trung Hoa |
| -------------- | -------- | ----------------- |
| - Al Aswad 28' | Chi tiết |                   |

| Quần đảo Bắc Mariana | 0–19     | Turkmenistan |
| -------------------- | -------- | --- |
|                      | Chi tiết | - Meredow 7', 19' - Mirzoýew 31', 90' - Saparow 45' - Durdyýew 76', 81' - Meredow 7', 19' - Meredow 7', 19' - Meredow 7', 19' - Meredow 7', 19' - Meredow 7', 19' |

| Turkmenistan     | 1–3      | Jordan                                          |
| ---------------- | -------- | ----------------------------------------------- |
| - A. Saparow 16' | Chi tiết | - Abu Taha 54' - Dayeh 81' - Al-Shanainah 90+3' |

| Quần đảo Bắc Mariana | 0–10     | Syria |
| -------------------- | -------- | --- |
|                      | Chi tiết | - Fadel 7', 35' - Safar 9', 26' - Osman 12', 75' (ph.đ.) - Nayef 40' - Al Ramadan 59' - Al Aswad 61' - Mhanna 70' |

| Jordan | 16–0     | Quần đảo Bắc Mariana |
| --- | -------- | -------------------- |
| - Abu Taha 5', 22', 37' - Kalbouneh 13', 33' - Abu Hazeem 16' (ph.đ.) - Al-Shanaineh 20' - Darwish 22' - Amro 25', 84' - Dayeh 44' - Al-Sheyab 65', 77' - Al-Asad 81' - Abdulaziz 86' - Al-Mansouri 88' | Chi tiết |                      |

| Đài Bắc Trung Hoa   | 1–0      | Turkmenistan |
| ------------------- | -------- | ------------ |
| - Hui Chi-chuan 69' | Chi tiết |              |

| Đài Bắc Trung Hoa                                                                                           | 9–0      | Quần đảo Bắc Mariana |
| --- | -------- | -------------------- |
| - Kao Kuan-Yu 4', 57', 59' - Lin 19' - Liu Hsuan-Wei 29', 45+1', 74' - Yuan Yu-hsuan 42' - Liou Wei-zhe 85' | Chi tiết |                      |

| Syria       | 1–2      | Jordan                         |
| ----------- | -------- | ------------------------------ |
| - Osman 51' | Chi tiết | - Kalbouneh 12' - Abu Taha 56' |

| Turkmenistan    | 1–4      | Syria                                         |
| --------------- | -------- | --------------------------------------------- |
| - Meredow 90+1' | Chi tiết | - Al Ramadan 56', 61' - Osman 78' - Fadel 88' |

| Jordan | 0–0      | Đài Bắc Trung Hoa |
| ------ | -------- | ----------------- |
|        | Chi tiết |                   |

### Bảng E
- Tất cả các trận đấu  được tổ chức tại Mông Cổ.
- Thời gian được liệt kê là UTC+8.

| VT | Đội         | ST | T | H | B | BT | BB | HS  | Đ | Giành quyền tham dự |
| -- | ----------- | -- | - | - | - | -- | -- | --- | - | ------------------- |
| 1  | Hàn Quốc    | 3  | 3 | 0 | 0 | 19 | 2  | +17 | 9 | Vòng chung kết      |
| 2  | Mông Cổ (H) | 3  | 1 | 1 | 1 | 7  | 8  | −1  | 4 |                     |
| 3  | Malaysia    | 3  | 1 | 1 | 1 | 6  | 7  | −1  | 4 |                     |
| 4  | Sri Lanka   | 3  | 0 | 0 | 3 | 0  | 15 | −15 | 0 |                     |

| Hàn Quốc                                                                                           | 6–0      | Sri Lanka |
| -------------------------------------------------------------------------------------------------- | -------- | --------- |
| - Hussain 1' (l.n.) - Lee Young-jun 26' - Lee Seung-won 45+2' (ph.đ.) - Lee Jun-sang 47', 69', 76' | Chi tiết |           |

| Malaysia          | 1–1      | Mông Cổ                   |
| ----------------- | -------- | ------------------------- |
| - Aliff Izwan 54' | Chi tiết | - Buyannemekh 24' (ph.đ.) |

| Sri Lanka | 0–3      | Malaysia                                   |
| --------- | -------- | ------------------------------------------ |
|           | Chi tiết | - Aliff Izwan 31', 90+4' - Adam Farhan 70' |

| Mông Cổ | 0–7      | Hàn Quốc |
| ------- | -------- | --- |
|         | Chi tiết | - Kim Hee-seung 10' - Bae Joon-ho 15' - Lee Young-jun 54', 90+3' - Kim Yong-hak 57' (ph.đ.) - Jung Seung-bae 61' - Lee Jun-sang 78' |

| Hàn Quốc                                                                         | 6–2      | Malaysia                            |
| -------------------------------------------------------------------------------- | -------- | ----------------------------------- |
| - Lee Young-jun 34', 74', 82' - Bae Joon-ho 50' - Lee Seung-won 58', 88' (ph.đ.) | Chi tiết | - Adam Farhan 55' - Alif Farhan 69' |

| Mông Cổ                                                                           | 6–0      | Sri Lanka |
| --------------------------------------------------------------------------------- | -------- | --------- |
| - Zayat 2' - Ganbat 42' - Uuganbat 45+1', 90+1' - Ankhbayar 60' - Erdenebat 90+4' | Chi tiết |           |

### Bảng F
- Tất cả các trận đấu được tổ chức tại Indonesia.
- Thời gian được liệt kê là UTC+7.

| VT | Đội           | ST | T | H | B | BT | BB | HS | Đ | Giành quyền tham dự |
| -- | ------------- | -- | - | - | - | -- | -- | -- | - | ------------------- |
| 1  | Indonesia (H) | 3  | 3 | 0 | 0 | 12 | 3  | +9 | 9 | Vòng chung kết      |
| 2  | Việt Nam      | 3  | 2 | 0 | 1 | 11 | 4  | +7 | 6 | Vòng chung kết      |
| 3  | Đông Timor    | 3  | 1 | 0 | 2 | 2  | 9  | −7 | 3 |                     |
| 4  | Hồng Kông     | 3  | 0 | 0 | 3 | 3  | 12 | −9 | 0 |                     |

| Việt Nam                                                                                              | 5–1      | Hồng Kông   |
| --- | -------- | ----------- |
| - Đinh Xuân Tiến 25', 51' - Nguyễn Quốc Việt 32' (ph.đ.) - Khuất Văn Khang 58' - Nguyễn Đức Anh 90+4' | Chi tiết | - Tsang 69' |

| Indonesia                           | 4–0      | Đông Timor |
| ----------------------------------- | -------- | ---------- |
| - Hokky 12', 30', 49' - Rabbani 89' | Chi tiết |            |

| Đông Timor | 0–4      | Việt Nam                                                                             |
| ---------- | -------- | ------------------------------------------------------------------------------------ |
|            | Chi tiết | - Nguyễn Thanh Nhàn 10' - Bùi Vĩ Hào 14' - Nguyễn Xuân Bắc 83' - Khuất Văn Khang 85' |

| Hồng Kông          | 1–5      | Indonesia                                                           |
| ------------------ | -------- | ------------------------------------------------------------------- |
| - Chen Ngo Hin 63' | Chi tiết | - Rabbani 10' - Nico 15' - Zanadin 43' - Marselino 86', 90' (ph.đ.) |

| Hồng Kông            | 1–2      | Đông Timor                                  |
| -------------------- | -------- | ------------------------------------------- |
| - Sohgo Ichikawa 10' | Chi tiết | - Juvito Moniz 52' - Eijivanio Da Costa 60' |

| Indonesia                                   | 3–2      | Việt Nam                                  |
| ------------------------------------------- | -------- | ----------------------------------------- |
| - Marselino 60' - Ferarri 82' - Rabbani 85' | Chi tiết | - Ferarri 66' (l.n.) - Đinh Xuân Tiến 79' |

### Bảng G
- Tất cả các trận đấu được tổ chức tại Oman.
- Thời gian được liệt kê là UTC+4.

| VT | Đội         | ST | T | H | B | BT | BB | HS | Đ | Giành quyền tham dự |
| -- | ----------- | -- | - | - | - | -- | -- | -- | - | ------------------- |
| 1  | Oman (H)    | 3  | 2 | 0 | 1 | 4  | 1  | +3 | 6 | Vòng chung kết      |
| 2  | Thái Lan    | 3  | 2 | 0 | 1 | 6  | 3  | +3 | 6 |                     |
| 3  | Philippines | 3  | 1 | 0 | 2 | 3  | 6  | −3 | 3 |                     |
| 4  | Afghanistan | 3  | 1 | 0 | 2 | 1  | 4  | −3 | 3 |                     |

1. 1 2  Điểm đối đầu: Oman 3, Thái Lan 0.
2. 1 2  Điểm đối đầu: Philippines 3, Afghanistan 0.

| Thái Lan                                       | 3–0      | Afghanistan |
| ---------------------------------------------- | -------- | ----------- |
| - Chonnapat 32' - Phunawet 55' - Thanakrit 65' | Chi tiết |             |

| Oman                                           | 3–0      | Philippines |
| ---------------------------------------------- | -------- | ----------- |
| - Al-Saqri 7' - Al-Salimi 13' - Al-Balushi 29' | Chi tiết |             |

| Afghanistan  | 1–0      | Oman |
| ------------ | -------- | ---- |
| - Rajabi 28' | Chi tiết |      |

| Philippines              | 2–3      | Thái Lan                                      |
| ------------------------ | -------- | --------------------------------------------- |
| - Merino 7' - Amirul 28' | Chi tiết | - Thanakrit 14' - Phuwanet 44' - Peeranan 89' |

| Thái Lan | 0–1      | Oman               |
| -------- | -------- | ------------------ |
|          | Chi tiết | - Al-Mashaikhi 21' |

| Philippines  | 1–0      | Afghanistan |
| ------------ | -------- | ----------- |
| - Amirul 83' | Chi tiết |             |

### Bảng H
- Tất cả các trận đấu ban đầu được lên kế hoạch tổ chức tại Iraq, nhưng đã được chuyển sang một quốc gia khác do cuộc khủng hoảng chính trị Iraq 2021–2022.[9][13][14] Ngày 14 tháng 9, AFC công bố Kuwait là nước chủ nhà thay thế. Các trận đấu tại bảng này sẽ diễn ra từ ngày 14 đến 18 tháng 10 năm 2022.
- Úc bất ngờ rút lui khỏi giải đấu với lý do an ninh,[8][15] nhưng đã được phép thi đấu trở lại sau khi Iraq mất quyền đăng cai.[10][16]
- Thời gian được liệt kê là UTC+3.

| VT | Đội        | ST | T | H | B | BT | BB | HS | Đ | Giành quyền tham dự |
| -- | ---------- | -- | - | - | - | -- | -- | -- | - | ------------------- |
| 1  | Úc         | 3  | 3 | 0 | 0 | 9  | 2  | +7 | 9 | Vòng chung kết      |
| 2  | Iraq       | 3  | 2 | 0 | 1 | 6  | 3  | +3 | 6 | Vòng chung kết      |
| 3  | Ấn Độ      | 3  | 1 | 0 | 2 | 5  | 9  | −4 | 3 |                     |
| 4  | Kuwait (H) | 3  | 0 | 0 | 3 | 2  | 8  | −6 | 0 |                     |

| Úc                                                              | 4–1      | Kuwait                |
| --------------------------------------------------------------- | -------- | --------------------- |
| - Segecic 24' (ph.đ.) - Popovic 32' (ph.đ.), 40' - Triantis 88' | Chi tiết | - Al-Azmi 52' (ph.đ.) |

| Iraq                                                         | 4–2      | Ấn Độ                         |
| ------------------------------------------------------------ | -------- | ----------------------------- |
| - Qasim 2' - Abdulkareem 51' - Sadeq 63' - Yumnam 71' (l.n.) | Chi tiết | - G. Singh 22' - Tongbram 33' |

| Ấn Độ          | 1–4      | Úc                                                          |
| -------------- | -------- | ----------------------------------------------------------- |
| - G. Singh 62' | Chi tiết | - Kuol 11' - Yumnam 31' (l.n.) - Segecic 86' - Caputo 90+1' |

| Kuwait | 0–2      | Iraq                         |
| ------ | -------- | ---------------------------- |
|        | Chi tiết | - Al-Hamdani 39' - Ali 90+4' |

| Úc            | 1–0      | Iraq |
| ------------- | -------- | ---- |
| - Popovic 59' | Chi tiết |      |

| Ấn Độ                        | 2–1      | Kuwait          |
| ---------------------------- | -------- | --------------- |
| - T. Singh 8' - G. Singh 76' | Chi tiết | - Al-Mehtab 73' |

### Bảng I
- Tất cả các trận đấu được tổ chức tại Tajikistan.
- Thời gian được liệt kê là UTC+5.

| VT | Đội            | ST | T | H | B | BT | BB | HS | Đ | Giành quyền tham dự |
| -- | -------------- | -- | - | - | - | -- | -- | -- | - | ------------------- |
| 1  | Tajikistan (H) | 3  | 2 | 1 | 0 | 6  | 1  | +5 | 7 | Vòng chung kết      |
| 2  | Liban          | 3  | 2 | 0 | 1 | 7  | 5  | +2 | 6 |                     |
| 3  | Singapore      | 3  | 0 | 2 | 1 | 2  | 7  | −5 | 2 |                     |
| 4  | Campuchia      | 3  | 0 | 1 | 2 | 2  | 4  | −2 | 1 |                     |

| Tajikistan | 0–0      | Singapore |
| ---------- | -------- | --------- |
|            | Chi tiết |           |

| Campuchia | 0–1      | Liban      |
| --------- | -------- | ---------- |
|           | Chi tiết | - Sadek 9' |

| Singapore | 1–1      | Campuchia  |
| --------- | -------- | ---------- |
| - Teo 28' | Chi tiết | - Pich 44' |

| Liban | 0–4      | Tajikistan                                              |
| ----- | -------- | ------------------------------------------------------- |
|       | Chi tiết | - Karimov 14' - Olimzoda 44' - Khudoidodzoda 85', 90+1' |

| Tajikistan                        | 2–1      | Campuchia        |
| --------------------------------- | -------- | ---------------- |
| - Kamolov 59' - Nishonbojzoda 79' | Chi tiết | - Hav Soknet 64' |

| Liban                                                          | 6–1      | Singapore    |
| -------------------------------------------------------------- | -------- | ------------ |
| - Safwan 12', 22' - Kassas 30' (ph.đ.), 59', 61' - Sadek 90+1' | Chi tiết | - Syafiz 40' |

### Bảng J
- Tất cả các trận đấu được tổ chức tại Kyrgyzstan.
- Thời gian được liệt kê là UTC+6.

| VT | Đội            | ST | T | H | B | BT | BB | HS  | Đ | Giành quyền tham dự |
| -- | -------------- | -- | - | - | - | -- | -- | --- | - | ------------------- |
| 1  | Iran           | 3  | 3 | 0 | 0 | 11 | 0  | +11 | 9 | Vòng chung kết      |
| 2  | Kyrgyzstan (H) | 3  | 2 | 0 | 1 | 8  | 1  | +7  | 6 | Vòng chung kết      |
| 3  | UAE            | 3  | 1 | 0 | 2 | 5  | 4  | +1  | 3 |                     |
| 4  | Brunei         | 3  | 0 | 0 | 3 | 0  | 19 | −19 | 0 |                     |

| UAE                                                                                    | 5–0      | Brunei |
| -------------------------------------------------------------------------------------- | -------- | ------ |
| - Al-Barkouh 1' - Al-Abdalla 62' - Abdulla 79' (ph.đ.) - Al-Awani 80' - Al-Jaari 90+3' | Chi tiết |        |

| Iran          | 1–0      | Kyrgyzstan |
| ------------- | -------- | ---------- |
| - Hazbavi 70' | Chi tiết |            |

| Brunei | 0–8      | Iran                                                                                 |
| ------ | -------- | ------------------------------------------------------------------------------------ |
|        | Chi tiết | - Torabi 23' - Ebrahimzadeh 27', 67', 70', 71', 77' - Fakhrian 45+1' - Hajizadeh 56' |

| Kyrgyzstan                                  | 2–0      | UAE |
| ------------------------------------------- | -------- | --- |
| - M. Bekberdinov 20' (ph.đ.) - Brauzman 56' | Chi tiết |     |

| UAE | 0–2      | Iran                                   |
| --- | -------- | -------------------------------------- |
|     | Chi tiết | - Saharkhizan 71' - Ebrahimzadeh 90+6' |

| Kyrgyzstan | 6–0      | Brunei |
| --- | -------- | ------ |
| - M. Bekberdinov 16' (ph.đ.), 45+3' - Almazbekov 25' - Sharshenbekov 45' - Kenjebaev 52' (ph.đ.) - Balbakov 90+5' | Chi tiết |        |

## Xếp hạng các đội xếp thứ hai
Do các bảng có số lượng đội khác nhau, kết quả đối đầu với các đội đứng thứ năm trong các bảng năm đội sẽ không được xét để xếp hạng ở bảng này.
Sau khi bảng H còn lại ba đội do Úc rút lui, kết quả đối với các đội đứng thứ tư có thể không được xem xét cho bảng xếp hạng này. Tuy nhiên, Úc đã được trở lại thi đấu vào ngày 14 tháng 9, do đó cho phép tính kết quả đối với các đội đứng thứ tư.
| VT | Bg | Đội        | ST | T | H | B | BT | BB | HS | Đ | Giành quyền tham dự          |
| -- | -- | ---------- | -- | - | - | - | -- | -- | -- | - | ---------------------------- |
| 1  | F  | Việt Nam   | 3  | 2 | 0 | 1 | 11 | 4  | +7 | 6 | Cúp bóng đá U-20 châu Á 2023 |
| 2  | J  | Kyrgyzstan | 3  | 2 | 0 | 1 | 8  | 1  | +7 | 6 | Cúp bóng đá U-20 châu Á 2023 |
| 3  | A  | Trung Quốc | 3  | 2 | 0 | 1 | 8  | 2  | +6 | 6 | Cúp bóng đá U-20 châu Á 2023 |
| 4  | H  | Iraq       | 3  | 2 | 0 | 1 | 6  | 3  | +3 | 6 | Cúp bóng đá U-20 châu Á 2023 |
| 5  | D  | Syria      | 3  | 2 | 0 | 1 | 6  | 3  | +3 | 6 | Cúp bóng đá U-20 châu Á 2023 |
| 6  | G  | Thái Lan   | 3  | 2 | 0 | 1 | 6  | 3  | +3 | 6 |                              |
| 7  | I  | Liban      | 3  | 2 | 0 | 1 | 7  | 5  | +2 | 6 |                              |
| 8  | C  | Yemen      | 3  | 1 | 1 | 1 | 4  | 4  | 0  | 4 |                              |
| 9  | E  | Mông Cổ    | 3  | 1 | 1 | 1 | 7  | 8  | −1 | 4 |                              |
| 10 | B  | Bahrain    | 3  | 1 | 1 | 1 | 2  | 3  | −1 | 4 |                              |

1. 1 2 3  Điểm kỷ luật: Iraq –5, Syria –8, Thái Lan –10

## Cầu thủ ghi bàn
Đã có 319 bàn thắng ghi được trong 76 trận đấu, trung bình 4.2 bàn thắng mỗi trận đấu.
9 bàn thắng
- Kanta Chiba

6 bàn thắng
- Amir Ebrahimzadeh
- Lee Young-jun

5 bàn thắng
- Mohannad Abu Taha
- Ahmed Al-Rawi
- Abdullah Radif

4 bàn thắng
- Meshari Al-Nemer
- Lee Jun-sang
- Hozan Osman

3 bàn thắng
- Gabriel Popovic
- Afrden Asqer
- Kao Kuan-yu
- Liu Hsuan-wei
- Gurkirat Singh
- Hokky Caraka
- Marselino Ferdinan
- Rabbani Tasnim
- Isa Sakamoto
- Baker Kalbouneh
- Mirlan Bekberdinov
- Ali Kassas
- Aliff Izwan
- Lee Seung-won
- Muhannad Fadel
- Zakaria Al Ramadan
- Daýanç Meredow
- Shahzodbek Rahmatullayev
- Muhammadali Usmonov
- Đinh Xuân Tiến
- Gassem Al-Sharafi

2 bàn thắng
- Adrian Segecic
- Mubarak Mohamed
- Abdullah Al-Subaiei
- Piash Ahmed Nova
- Santa Kumar Limbu
- Abdulla Adil
- Rehmetulla Xuehret
- Sota Kitano
- Issei Kumatoriya
- Jiro Nakamura
- Zakaria Amro
- Ala'a Dayeh
- Amin Al-Shanaineh
- Sultan Al-Sheyab
- Mohammad Sadek
- Mohamad Safwan
- Adam Farhan
- Buyannemekh Ganbat
- Temuulen Uuganbat
- Monir Al Badarin
- Kamil Amirul
- Rashid Al-Abdulla
- Jassem Al-Sharshani
- Yazeed Jawshan
- Bae Joon-ho
- Mahmood Al Aswad
- Elias Safar
- Abdulfatokhi Khudoidodzoda
- Thanakrit Laokrai
- Phuwanet Thongkhui
- Söhbet Durdyýew
- Suleýman Mirzoýew
- Arslan Saparow
- Asadbek Juraboyev
- Rian Islamov
- Khuất Văn Khang
- Mohammed Ali Hasan
- Mohammed Mahdi
- Ammar Noman
- Zakarya Al-Taftoof

1 bàn thắng
- Omid Rajabi
- Max Caputo
- Garang Kuol
- Nectarios Triantis
- Saad Abdulla
- Abdulrahman Gadban
- Salem Isa
- Abdullah Al-Khalasi
- Ashraful Haque Asif
- Mojibur Rahman Jony
- Sajed Hasan Nijum
- Sonam Chozang
- Karma Jamtsho
- Hav Soknet
- Koeut Pich
- Chen Zhexuan
- Mawlet Mijit
- Benson Lin
- Liou Wei-zhe
- Wei Chih-chuan
- Yuan Yu-hsuan
- Brandon Kukahiko
- Chen Ngo Hin
- Sohgo Ichikawa
- Ellison Tsang
- Taison Singh
- Maheson Singh Tongbram
- Zanadin Fariz
- Muhammad Ferarri
- Alfriyanto Nico
- Mojtaba Fakhrian
- Hossein Hajizadeh
- Amin Hazbavi
- Saeid Saharkhizan
- Mirmohammadreza Torabi
- Hayder Abdulkareem
- Ashar Ali
- Muslim Al-Hamdani
- Abdulrazzaq Qasim
- Ali Sadeq
- Taichi Fukui
- Yoshiki Narahara
- Riku Yamane
- Mohammed Abdulaziz
- Mohammed Abu Hazeem
- Omar Al-Asad
- Seif Addeen Darwish
- Qusai Al-Mansouri
- Fahad Al-Azmi
- Saleh Al-Mehtab
- Beknaz Almazbekov
- Aytenir Balbakov
- Khristiyan Brauzman
- Ermek Kenjebaev
- Arsen Sharshenbekov
- Chanthavixay Khounthoumphone
- Athit Louanglath
- Anataza Siphongphan
- Phetdavanh Somsanid
- Alif Farhan
- Sodmunkh Ankhbayar
- Gan-Erdene Erdenebat
- Temuulen Zayat
- Kaung Htet Paing
- La Min Htwe
- Oakkar Naing
- Swan Htet
- Ali Al-Balushi
- Ahad Al-Mashaikhi
- Khalid Al-Salimi
- Nasser Al-Saqri
- Bassam Abdallah
- Khaled Abu Al-Heija
- Danny Derbas
- Amro Rezeq
- Mohammed Sandouqa
- Martin Meriño
- Al-Hashmi Al-Hussein
- Mohammed Mansour
- Mobark Shanan
- Mohamed Surag
- Abdulaziz Al-Aliwa
- Mohammed Bakor
- Musab Al-Juwayr
- Salem Al-Najdi
- Abdulmalik Al-Oyayri
- Saleh Al-Rahmani
- Yaseen Al-Zubaidi
- Amir Syafiz
- Kieran Teo
- Jung Seung-bae
- Kim Hee-seung
- Kim Yong-hak
- Mahmoud Mhanna
- Mahmoud Nayef
- Amadoni Kamolov
- Mekhrubon Karimov
- Bezhan Nishonbojzoda
- Fatkhullo Olimzoda
- Peeranan Buakai
- Chonnapat Buaphan
- Ejivanio
- Juvito
- Ali Abdulaziz
- Atiq Esam
- Mubarak Al-Jaari
- Khalifa Khamis
- Mayed Saeed
- Rustambek Fomin
- Makhmud Juraboyev
- Akbar Oktamov
- Javokhir Utamurodov
- Bùi Vĩ Hào
- Nguyễn Đức Anh
- Nguyễn Quốc Việt
- Nguyễn Thanh Nhàn
- Nguyễn Xuân Bắc
- Mohammed Ebrahim
- Hamzah Mahross
- Mohammed Al-Qashmi

1 bàn phản lưới nhà
- Kelzang Jigmi (trong trận gặp Qatar)
- Levi Buckwalter (trong trận gặp Palestine)
- Muhammad Ferarri (trong trận gặp Việt Nam)
- Jassem Al-Sharshani (trong trận gặp Népal)
- Imdadulla Hussain (trong trận gặp Hàn Quốc)
- Gamil Al-Dubai (trong trận gặp Nhật Bản)

2 bàn phản lưới nhà
- Bikash Yumnam (trong trận gặp Iraq và Úc)

## Các đội tuyển đã vượt qua vòng loại
Tổng cộng có 16 đội bao gồm chủ nhà Uzbekistan sẽ giành quyền tham dự vòng chung kết.
| Đội tuyển   | Tư cách vòng loại    | Ngày vượt qua vòng loại | Số lần tham dự trước đây | Liên tiếp tham dự | Thành tích tốt nhất giải đấu1                                                          |
| ----------- | -------------------- | ----------------------- | ------------------------ | ----------------- | -------------------------------------------------------------------------------------- |
| Uzbekistan  | Chủ nhà              | 15 tháng 1 năm 2021     | 7 lần                    | Thứ 8             | Á quân (2008)                                                                          |
| Ả Rập Xê Út | Nhất Bảng A          | 18 tháng 9 năm 2022     | 14 lần                   | Thứ 15            | Vô địch (1986, 1992, 2018)                                                             |
| Qatar       | Nhất Bảng B          | 18 tháng 9 năm 2022     | 14 lần                   | Thứ 15            | Vô địch (2014)                                                                         |
| Nhật Bản    | Nhất Bảng C          | 18 tháng 9 năm 2022     | 37 lần                   | Thứ 38            | Vô địch (2016)                                                                         |
| Jordan      | Nhất Bảng D          | 18 tháng 9 năm 2022     | 7 lần                    | Thứ 8             | Hạng tư (2006)                                                                         |
| Hàn Quốc    | Nhất Bảng E          | 18 tháng 9 năm 2022     | 37 lần                   | Thứ 38            | Vô địch (1959, 1960, 1963, 1978, 1980, 1982, 1990, 1992, 1996, 1998, 2002, 2004, 2012) |
| Indonesia   | Nhất Bảng F          | 18 tháng 9 năm 2022     | 7 lần                    | Thứ 18            | Vô địch (1961)                                                                         |
| Oman        | Nhất Bảng G          | 18 tháng 9 năm 2022     | 2 lần                    | Thứ 3             | Vòng bảng (2000, 2014)                                                                 |
| Úc          | Nhất Bảng H          | 18 tháng 10 năm 2022    | 7 lần                    | Thứ 8             | Bán kết (2008, 2012)                                                                   |
| Tajikistan  | Nhất Bảng I          | 18 tháng 9 năm 2022     | 4 lần                    | Thứ 5             | Tứ kết (2016, 2018)                                                                    |
| Iran        | Nhất Bảng J          | 18 tháng 9 năm 2022     | 20 lần                   | Thứ 21            | Vô địch (1973, 1974, 1975, 1976)                                                       |
| Việt Nam    | Nhì bảng tốt nhất    | 18 tháng 9 năm 2022     | 8 lần2                   | Thứ 92            | Bán kết (2016)                                                                         |
| Kyrgyzstan  | Nhì bảng tốt thứ hai | 18 tháng 9 năm 2022     | 1 lần                    | Thứ 2             | Vòng bảng (2006)                                                                       |
| Trung Quốc  | Nhì bảng tốt thứ ba  | 18 tháng 9 năm 2022     | 18 lần                   | Thứ 19            | Vô địch (1985)                                                                         |
| Iraq        | Nhì bảng tốt thứ tư  | 18 tháng 10 năm 2022    | 17 lần                   | Thứ 18            | Vô địch (1975, 1977, 1978, 1988, 2000)                                                 |
| Syria       | Nhì bảng tốt thứ năm | 18 tháng 9 năm 2022     | 10 lần                   | Thứ 11            | Vô địch (1994)                                                                         |

- 1 Các đội được in đậm là đương kim vô địch. Chữ nghiêng là đội chủ nhà trong năm
- 2 Không bao gồm 11 lần tham dự vòng chung kết với tư cách Việt Nam Cộng hòa.